# Lauren Frost
Lauren Frost (* 7. Februar 1945 in Fairfield, Connecticut) ist eine US-amerikanische Schauspielerin.
Bekannt wurde sie durch den vom Emmy-Preisträger Mel Stuart gedrehten Katastrophenfilm Feuerfalle, der im Jahre 1978 unter dem Namen The Triangel Factory Fire Scandal gedreht und erstmals im deutschen Fernsehen am 7. Mai 1983 im ZDF gesendet wurde. Dort spielt sie die Rolle der Jüdin Sonja Levin, die mit ihrer Familie aus Polen in die USA eingewandert ist.
Lauren Frost spielte auch Charakterrollen, so wie die Rolle der Jochebed des im Jahre 1980 von Gary Weis gedrehten Film  Wholly Moses!  Dieser erschien erstmals im deutschen Fernsehen am 16. Januar 1981 unter den Namen Oh, Moses!

## Filmografie (Auswahl)
- 1975: Hester Street
- 1977: Raid on Entebbe
- 1978: Greatest Heroes of the Bible (Zweiteiliger Fernsehfilm)
- 1979: Feuerfalle (The Triangle Factory Fire Scandal)
- 1980: Oh, Moses! (Wholly Moses!)
- 1982: Die unheimlichen Zwei (Mysterious Two, Fernsehfilm)